# Fundusz Pomocy dla Związków i Zrzeszeń Branżowych Hodowców i Producentów Rolnych
Fundusz Pomocy dla Związków i Zrzeszeń Branżowych Hodowców i Producentów Rolnych – środki celowe istniejące w latach 1981–1986, powstałe ze środków państwowych jednostek organizacyjnych prowadzących skup zwierząt, produktów rolnych oraz płodów rolnych w  wysokości 0,5% rocznej wartości skupu od rolników indywidualnych. Środki te obciążały koszty jednostek prowadzących skup. Fundusz gromadzony był na koncie bankowym Ministerstwa Rolnictwa i Gospodarki Żywnościowej. 

## Powołanie Funduszu
Na podstawie zarządzenia Ministra Rolnictwa i Gospodarki Żywnościowej z 1981 r. w sprawie szczegółowych zasad tworzenia i gospodarowania Funduszem Pomocy dla Związków i Zrzeszeń Branżowych Hodowców i Producentów Rolnych ustanowiono Fundusz. Powołanie Funduszu pozostawało w związku uchwałą Rady Ministrów z 1981 r. w sprawie zapewnienia warunków rozwoju i działalności samorządnych związków i zrzeszeń branżowych hodowców i producentów rolnych.

## Przeznaczanie Funduszu
Środki Funduszu przeznaczane były na uzupełnienie własnych środków związków i zrzeszeń branżowych na sfinansowanie ich działalności statutowej w zakresie zwiększenia produkcji towarowej, wprowadzenie postępu technicznego i unowocześnienie organizacji i technologii produkcji.

## Wysokość odpisów na Fundusz
Wysokość odpisów na Fundusz ustalano na podstawie preliminarzy budżetowych przedstawianych Ministerstwu Rolnictwa i Gospodarki Żywnościowej przez krajowe związki i zrzeszenia branżowe hodowców i producentów rolnych, w terminie do dnia 30 września każdego roku poprzedzającego rok budżetowy, w tym:
- wysokość odpisów na fundusz ustalano po zasięgnięciu opinii zainteresowanych ministrów oraz Zarządów Centralnego Związku Spółdzielni Mleczarskich i Centrali Spółdzielni Ogrodniczych i Pszczelarskich.
- środki na fundusz w danym roku naliczano od wartości skupu w roku poprzednim.
- o ustaleniach wysokości odpisów na fundusz w danym roku zawiadamiano w terminie do dnia 31 stycznia zainteresowanych ministrów i zarządy w celu dokonywania odpisów przez podporządkowane im jednostki organizacyjne.
- środki funduszu przekazywane były w okresach kwartalnych krajowym związkom i zrzeszeniom na działalność określoną w preliminarzach.

## Zniesienie Funduszu
Na podstawie uchwały Rady Ministrów z 1986 r. w sprawie uznania niektórych uchwał Rady Ministrów i Prezydium Rządu ogłoszonych w Monitorze Polskim za nie obowiązujące zlikwidowano Fundusz.